# Pullach im Isartal
Pullach im Isartal, Pullach i.Isartal – miejscowość i gmina w Niemczech, w kraju związkowym Bawaria, w rejencji Górna Bawaria, w regionie Monachium, w powiecie Monachium. Leży około 10 km na południe od centrum Monachium, nad Izarą, przy linii kolejowej Monachium – Wolfratshausen.
W Pullach przez wiele lat mieściła się główna siedziba Bundesnachrichtendienst, a także firmy Linde AG.

## Demografia
Dane o ludności z 31 grudnia 2008:
| Opis                                | Ogółem | Ogółem | Kobiety | Kobiety | Mężczyźni | Mężczyźni |
| ----------------------------------- | ------ | ------ | ------- | ------- | --------- | --------- |
| Jednostka                           | osób   | %      | osób    | %       | osób      | %         |
| Populacja                           | 8766   | 100    | 4576    | 52,2    | 4190      | 47,8      |
| Wiek przedprodukcyjny (0–17 lat)    | 1732   | 19,76  | 827     | 9,43    | 905       | 10,32     |
| Wiek produkcyjny (18–65 lat)        | 4828   | 55,08  | 2534    | 28,91   | 2294      | 26,17     |
| Wiek poprodukcyjny (powyżej 65 lat) | 2206   | 25,17  | 1215    | 13,86   | 991       | 11,31     |

## Polityka
Wójtem gminy jest Jürgen Westenthanner z CSU, poprzednio urząd ten obejmował Stefan Detig, rada gminy składa się z 20 osób.
|      | CSU | SPD | Zieloni | FDP | Razem |
| 2008 | 9   | 4   | 3       | 4   | 20    |
| 2002 | 11  | 3   | 2       | 4   | 20    |

## Współpraca
Miejscowości partnerskie:
- Baryszówka, Ukraina od 1990
- Berezań, Ukraina od 1990
- Pauillac, Francja, od 1964
- Schöneiche bei Berlin, Brandenburgia
- Falkensee, Brandenburgia